# 200-мм морской реактивный бомбомёт
200-мм морской реактивный бомбомёт — реактивная артиллерийская система, использовавшаяся императорским флотом Японии на заключительных этапах Второй мировой войны.

## Разработка
В ходе Второй мировой войны японская армия и японский флот находились в специфическом противостоянии, поскольку ресурсы страны были ограничены, а на реализацию проектов армии и флота нужны были средства. Это вылилось в то, что и армия, и флот выпускали вооружение схожего назначения, которое при этом могло разительно отличаться друг от друга. Одним из примеров такого противостояния могут быть 203-мм реактивный миномёт Тип 4, состоявший на вооружении армии, и 200-мм морской реактивный бомбомёт, использовавшийся японским флотом.
200-мм реактивный бомбомёт был разработан Императорским флотом Японии в конце Второй мировой войны как дешёвое в производстве оружие, которое могло бы использоваться силами флота на последних рубежах обороны островов, занятых японцами. Впервые это оружие было опробовано в битве за Пелелиу в 1944 году.
Использовавшаяся в бомбомёте 200-мм морская ракета была модификацией стандартного 203-мм корабельного снаряда, к которому был прикреплён ракетный ускоритель. Воспламенение происходило благодаря капсюлю, который ввинчивался в основание реактивного снаряда. Ракета состояла из семи твердотопливных стержней с двухосновным порохом: выхлопные газы пробивались через шесть трубок Вентури, просверлённых в основании ракеты под углом 25°, что приводило к вращению снаряда по часовой стрелке и обеспечивало стабилизацию вращением. В качестве взрывчатого вещества использовался тринитроанизол (Тип 91), взрывчатка была залита в лакированный корпус снаряда, лак должен был предотвратить образование солей пикратов, снаряд взводился центробежным способом с помощью носового взрывателя.

### Пусковые установки
Ракету можно было запустить со стального листа или деревянной пусковой установки с сошкой, которые устанавливались напротив насыпи, или с помощью трубы (в том числе водопроводной). Обычно их использовали группами по две-три установки, прикрывая возможные места высадки американцев. Установки были дешёвыми и компактными, однако дальность стрельбы была небольшой.
Одна подвижная установка была впервые найдена на Иводзиме. Длина её пусковой трубы составляла 1,8 м, труба была установлена на стальном лафете с раздвижными станинами, имевшими сошники. Для удобства транспортировки использовались два колеса с деревянными спицами и шинами из твёрдой резины. Подъём и опускание ствола осуществлялись с помощью подъёмной рукояти, расположенной слева от ствола прямо перед цапфами. После выбора необходимого угла зажимная ручка поворачивалась, фиксируя ствол. Максимальный угол возвышения составлял 73°. Ударно-спусковой механизм располагался в верхней части казённого среза ствола, для выстрела нужно было дёрнуть привязанный к нему вытяжной шнур.

## Галерея

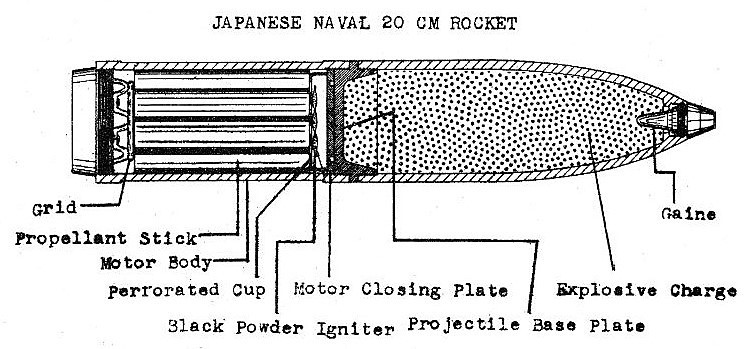
Схема компонентов ракеты для 200-мм реактивного бомбомёта
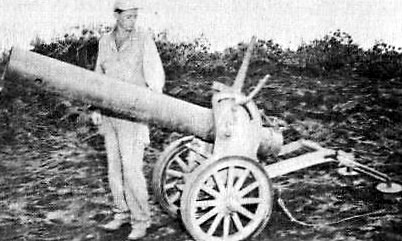
Мобильный 200-мм морской реактивный бомбомёт
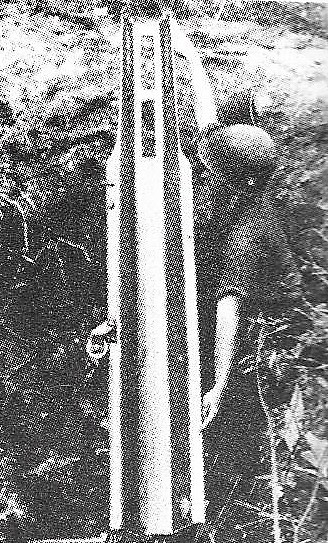
Деревянная пусковая установка